# بيارن سورينسن
بيارن سورينسن هو دراج دنماركي، ولد في 23 ديسمبر 1954 في Birkerød Municipality ‏ في الدنمارك.

## وصلات خارجية
- بيارن سورينسن على موقع أرشيف الدراجات (الإنجليزية)
- بيارن سورينسن على موقع إحصائيات الدراجات الإحترافية (الإنجليزية)
- بيارن سورينسن على موقع أوليمبيديا (الإنجليزية)